# Mon âme sœur
Pour plus de détails, voir Fiche technique et Distribution.
Mon âme sœur (Irreplaceable You) est un film américain réalisé par Stephanie Laing, sorti en 2018. 

## Synopsis
Abbie et Sam étaient, depuis l'enfance les meilleurs amis, jusqu'au jour où, amoureux l'un de l'autre, ils décident de se marier. Mais un jour, alors qu'ils pensaient à un événement heureux, ils apprennent en réalité qu'Abbie a un cancer en phase terminale. Face à cette douloureuse nouvelle, Abbie décide de partir en quête d'un nouvel amour pour Sam afin qu'il reste heureux. Lors de ses démarches, elle fait aussi la rencontre de trois patients, qui ont décidé de se concentrer sur la vie, alors qu'ils sont en train de mourir…

## Fiche technique
- Titre original : Irreplaceable You
- Titre français : Mon âme sœur
- Réalisation : Stephanie Laing
- Scénario : Bess Wohl
- Pays de production :  États-Unis
- Langue : anglais
- Durée : 96 minutes
- Dates de sortie :
  - Monde : 16 février 2018[1] (en VàD sur Netflix)

## Distribution
- Gugu Mbatha-Raw (VF : Fily Keita) : Abbie 
  - Celeste O'Connor : Abbie, adolescente
  - Alyssa Cheatham : Abbie, enfant
- Michiel Huisman (VF : Patrick Mancini) : Sam
  - Sawyer Barth : Sam, adolescent
  - Zachary Hernandez : Sam, enfant
- Christopher Walken (VF : Bernard Tiphaine) : Myron
- Steve Coogan (VF : Lionel Tua) : Mitch
- Timothy Simons (VF : Matyas Simon) : Dominic
- Jacki Weaver (VF : Colette Marie) : Estelle
- Gayle Rankin : Mira
- Brian Tyree Henry : Benji
- Kate McKinnon (VF : Caroline Espargilière) : Kate
- Jessie Ennis (VF : Joséphine Ropion) : Melanie
- Glenn Fleshler (en) : Mean Phil
- Zabryna Guevara (VF : Daria Levannier) : Dr Michaelson
- Rick Holmes : Dr Kessler
- Alanna Masterson : Sally
- Erin Richards : Amber
- Merritt Wever : Mindy
- Tamara Tunie (VF : Maïk Darah) : Jane, la mère d'Abbie

 Source et légende : version française (VF) sur RS Doublage et selon le carton du doublage.

## Casting
Le film réunit les acteurs Gugu Mbatha-Raw, Michiel Huisman, Christopher Walken et Steve Coogan.